# Jaya Prakash Malla
Jaya Prakash Malla (en nepalí: जयप्रकाश मल्ल) (murió en el 1768) fue el último rey de Yen (यें) o Kantipur (कान्तिपुर), que corresponde actualmente a Katmandú. Él gobernó desde 1736 hasta 1746, y luego desde 1750 hasta su muerte en 1768.
Pasó la mayor parte de su reinado en constante conflicto con otros reinos de Nepal, destacando la batalla de Katmandú contra el reino de Prithvi Narayan Shah. Fue el último rey de Katmandú, que funcionaba en ese momento como un estado o principado independiente; antes de que el rey Prithvi Narayan Shah atacara Katmandú cuando sus pobladores celebraban el festival de Indrajatra, finalizando con su conquista.
Contribuyó a la literatura del nepal bhasa con obras como "Padma Samuchaya" y tres dramas relacionados con la mitología hindú, Ratneshwar Pradurbhav, Birdhwojopakhyan Natakam y Bhairavpradurbhav.
Cuando el rey Gorkha, Prithvi Narayan Shah, atacó Nuwakot, un protectorado de Kantipur, Jaya Prakash Malla envió tropas bajo el mando de Kashiram Thapa. La batalla ocurrió en el 1746, donde Kashiram Thapa fue derrotado y Jaya Prakash Malla pensó que había sido traicionado por su general. Jaya Prakash Malla se enfureció y se decidió por asesinarlo. En el día de Indrajatra, cuando había un festival, Prithvi Narayan Shah atacó a Yen (Kantipur). Jaya Prakash Malla se encontraba indefenso y fue a Lalitpur a buscar asilo. Tej Narasimha Malla gobernaba ese reino. Después de algún tiempo, Prithvi Narayan Shah atacó Lalitpur y Jaya Prakash Malla junto con Tej Narasimha Malla se retiraron a Bhaktapur en busca de asilo. Cuando Prithvi Narayan Shah atacó Bhaktapur, Ranajit Malla se rindió. Más tarde, Ranajit Malla fue enviado a Kashi a pasar el resto de su vida; Jaya Prakash Malla fue enviado a Pashupatinath y Tej Narasimha Malla fue detenido de por vida. A partir de entonces, Jaya Prakash Malla vivió en Pashupatinath y Swoyambhunath como devoto de Bhagwan.